# باكديف
باكديف هو موقع ويب من نوع قاعدة بيانات حيوية وقاعدة بيانات على النت أنشئ في 2012، وهو متوفر باللغة الإنجليزية.

## وصلات خارجية
- الموقع الرسمي